# Conquesta

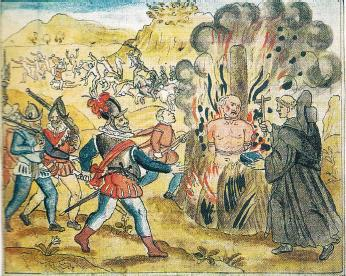
Conquesta d'un territori i la seva població

Una conquesta és el procés de fer propi quelcom (un poble, un país, un territori, etc.), per part d'una persona o institució, per la força de les armes. En altres paraules, és la subjugació militar d'una població per la força de les armes. El mot català "conquesta" és el participi femení de "conquistar", que prové del llatí conquirĕre, amb el mateix significat. La primera font coneguda és del segle xiii, per Bernat Desclot.A moltes civilitzacions es produeix mitjançant guerres a gran escala i alguns dels resultats més habituals són l'expropiació de territoris, el pillatge, violacions a dones i esclavatge. A més, freqüentment, els conqueridors s'apoderen de la cultura, usos i costums dels súbdits conquerits. El dret de conquesta és el dret que té un conqueridor d'un territori pres d'aquesta manera. Alguns models econòmics (com l'imperial o el feudal) i el pillatge són dos motors que solen portar a polítiques de conquestes. D'altra banda, les conquestes han estat una de les causes més comunes de migració humana.

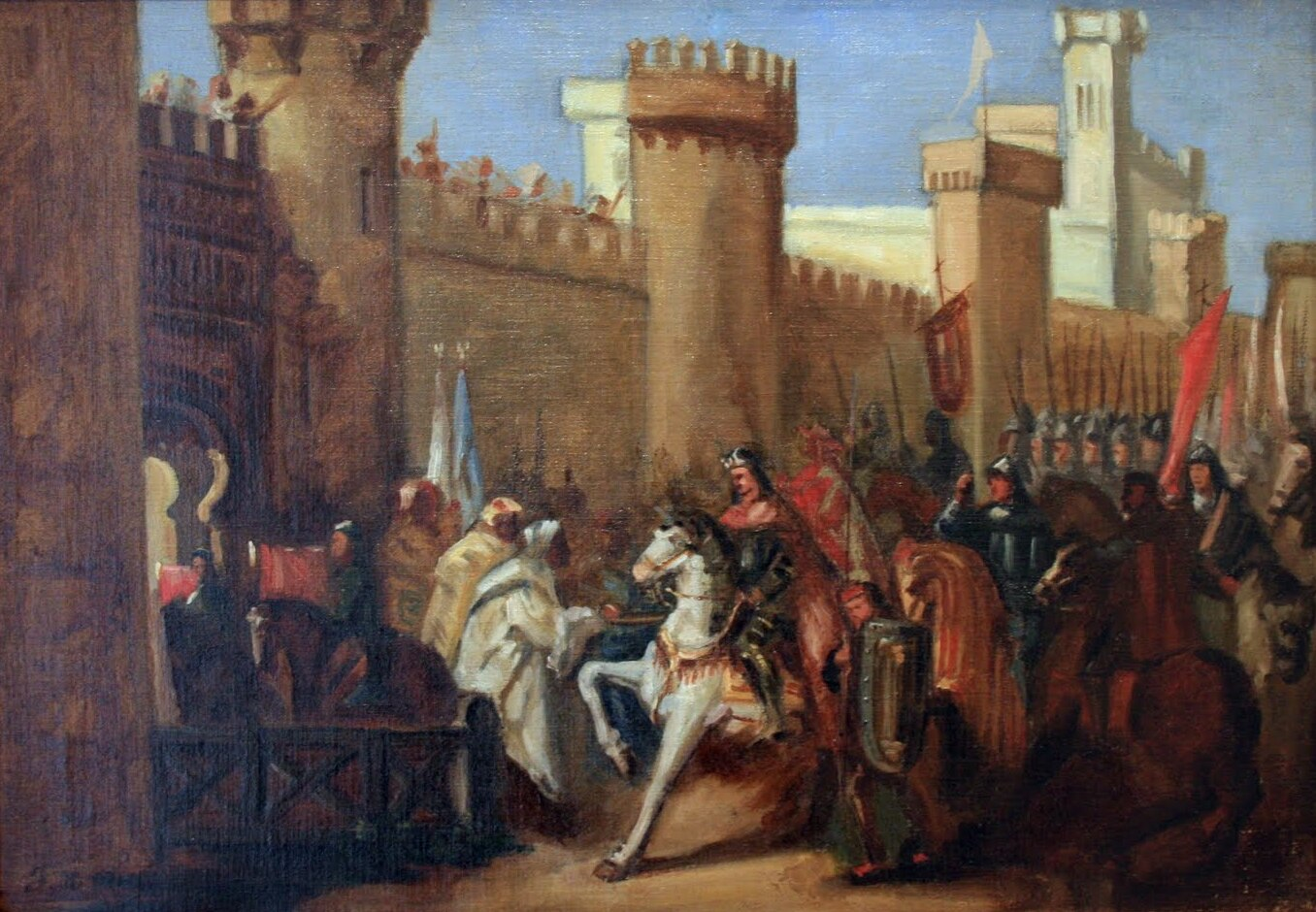
Entrada dels conqueridors a la capitulació del poble

Les conquestes produeixen una nova separació entre classes socials i drets, els conqueridors i els conquerits, que no tenen per què ser al mateix territori. Sovint la seva relació es torna entre persones més o més lliures o independents i esclaus o serfs. Els esclaus podien ser forçats a treballar per les classes dominants, al poder a causa directa o indirecta de les conquestes i per les quals la guerra era el seu negoci principal. L'estat sorgia com a producte d'aquesta guerra i la pau era forçada per la dominància dels conqueridors envers els conquerits. Molts sistemes econòmics es basaven en l'esclavatge i aturar les conquestes va suposar un col·lapse del model. Més tard, s'han usat mètodes de dominació econòmics i fiscals. A partir de l'edat moderna, amb la revolució industrial i la consegüent aparició de nous models econòmics, com el capitalisme, les conquestes responen sobretot a l'explotació de recursos naturals, mentre altres formes de guerres serveixen per a alimentar la indústria de l'armament, per exemple, i altres mètodes més sofisticats que inclouen violència, política i poder econòmic, s'usen per a subjugar poblacions i augmentar, o almenys mantenir, la riquesa dels poderosos.